# Coelichneumon gargawensis
Coelichneumon gargawensis är en stekelart som beskrevs av Tohru Uchida 1925. Coelichneumon gargawensis ingår i släktet Coelichneumon och familjen brokparasitsteklar. Inga underarter finns listade i Catalogue of Life.